# Buccaneer (jeu vidéo)
Pour les articles homonymes, voir Buccaneer.
Buccaneer est un jeu vidéo de simulation développé par Divide By Zero et publié sur PC par Strategic Simulations en 1997. Le joueur y prend les commandes d'un navire pirates dans les caraïbes du XVIIe siècle. Le jeu mélange des phases de gestion, dans lesquelles le joueur gère son équipage et ses stocks, avec des phases de combats en temps réel,,.

## Accueil
| Buccaneer             |      |       |
| Média                 | Nat. | Notes |
| Computer Gaming World | US   | 1.5/5 |
| Gen4                  | FR   | 3/5   |
| Joystick              | FR   | 78 %  |
| PC Jeux               | FR   | 74 %  |